# Biała Wisełka

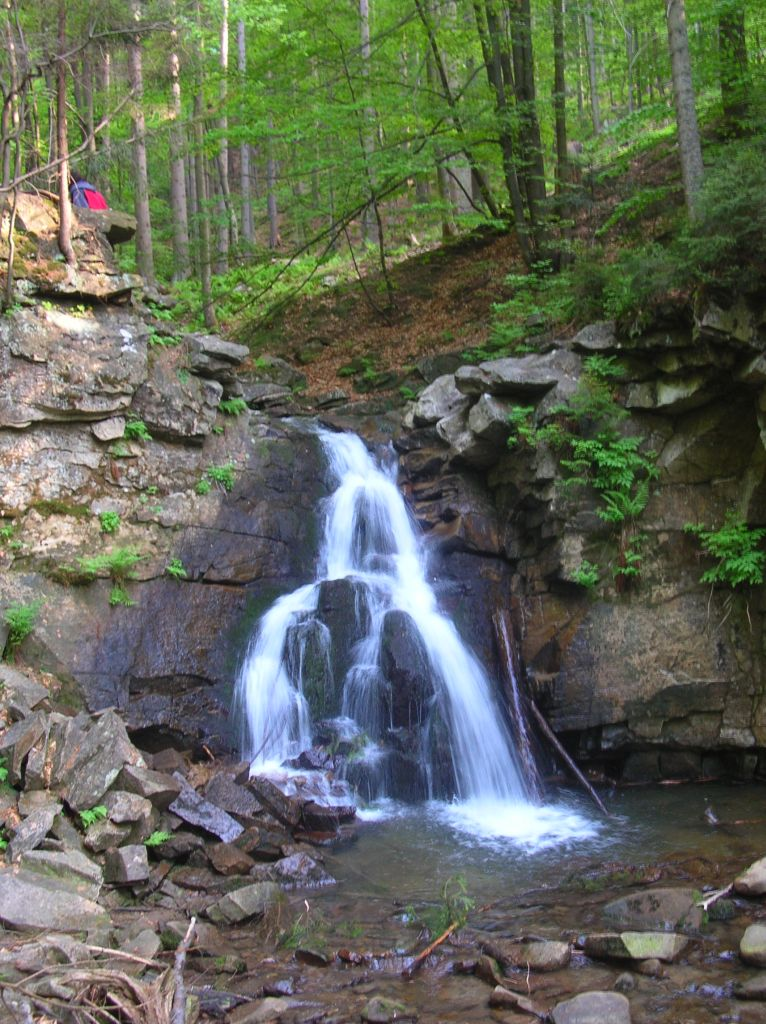
Wasserfall Kaskady Rodła

Die Biała Wisełka (deutsch: Kleine Weiße Weichsel)  ist der rechte Quellfluss der Weichsel in den Schlesischen Beskiden von 7 Kilometern Länge. Der Fluss entspringt in mehreren Quellbächen, unter anderem Wątrobny, Roztoczny und Głębczański, an den nordwestlichen Hängen der Barania Góra und fließt nach Westen. In seinem Mittellauf befindet sich der Wasserfall Kaskady Rodła. Er durchfließt den Ortsteil Czarny von Wisła, bevor er in den Stausee Jezioro Czerniańskie mündet, wo er sich mit der Czarna Wisełka vereinigt. Im Oberlauf hat er den Charakter eines Gebirgsflusses. Der Abfluss aus dem Stausee wird Wisełka genannt.

## Tourismus
Entlang des Flusses führt ein markierter Wanderweg.